# هنري هيرمانسن
هنري هيرمانسن (بالنرويجية البوكمول: Henry Hermansen)‏ هو متسابق بياثل نرويجي، ولد في 13 أبريل 1921 في Lunner ‏ في النرويج، وتوفي في 18 يناير 1997 في أوسلو في النرويج.

## وصلات خارجية
- هنري هيرمانسن على موقع أوليمبيديا (الإنجليزية)